# Katja Wach
Katja Wach (1974) è un'ex sciatrice alpina austriaca.

## Biografia
La Wach prese per l'ultima volta il via in Coppa Europa il 6 gennaio 1995 a Tignes in supergigante (39ª) e si ritirò durante quella stessa stagione 1994-1995: la sua ultima gara fu il supergigante dei Campionati austriaci juniores 1995, disputata a Innerkrems il 22 febbraio. Non ottenne piazzamenti in Coppa del Mondo né prese parte a rassegne olimpiche o iridate.

## Palmarès

### Campionati austriaci
- 1 medaglia[1]:
  - 1 argento (combinata nel 1991)